# ميتشيهيرو ياسودا
ميتشيهيرو ياسودا (باليابانية: 安田 理大 ياسودا ميتشيهيرو) من مواليد 20 ديسمبر 1987 في كوبي في اليابان، لاعب كرة قدم ياباني. يلعب مع نادي غامبا أوساكا.

## سيرته
لعب في كأس العالم للشباب تحت 20 سنة 2007 في كندا. كما أنه عضو المنتخب الياباني المشارك في ألعاب أولمبية صيفية 2008.

## روابط خارجية
- ميتشيهيرو ياسودا على موقع الاتحاد الدولي (مؤرشف)  (الإنجليزية)
- ميتشيهيرو ياسودا على موقع رابطة كرة القدم اليابانية للمحترفين (اليابانية)
- ميتشيهيرو ياسودا على موقع دوري كوريا الجنوبية (الإنجليزية)
- ميتشيهيرو ياسودا على موقع قاعدة بيانات كرة القدم.إي يو (الإنجليزية)
- ميتشيهيرو ياسودا على موقع ناشيونال فوتبول تيمز (الإنجليزية)
- ميتشيهيرو ياسودا على موقع Soccerway.com (الإنجليزية)
- ميتشيهيرو ياسودا على موقع عالم كرة القدم.نت (الإنجليزية)
- ميتشيهيرو ياسودا على موقع كووورة
- ميتشيهيرو ياسودا على موقع أوليمبيديا (الإنجليزية)